# Mythicomyia caligula
Mythicomyia caligula är en tvåvingeart som beskrevs av Axel Leonard Melander 1961. Mythicomyia caligula ingår i släktet Mythicomyia och familjen svävflugor. Inga underarter finns listade i Catalogue of Life.